# Тао (птах)
Тао (Tinamus tao) — вид птахів родини тинамових (Tinamidae).

## Поширення
Вид поширений на півночі Південної Америки. Він трапляється по всій західній та північній Бразилії, східному Еквадорі, східному Перу, в Колумбії на схід від Анд, північній Венесуелі, північній Болівії та Гаяні. На більшій частині свого ареалу мешкає у вологих низинних лісах, але в північній та крайній західній частині ареалу він зустрічається переважно в гірських лісах.

## Спосіб життя
Трапляється поодинці, або невеликими сімейними групами до п'яти птахів. Харчується переважно плодами, які збирає на землі та в низьких кущах. Він також харчується дрібними безхребетними, квітковими бруньками, молодим листям, насінням та корінням. Гніздо облаштовує на землі серед густої рослинності. Самець висиджує яйця, які можуть бути від декількох самиць. У кладці 4 або 5 яєць інтенсивного синьо-зеленого кольору. Після вилуплення самець також піклується про пташенят.

## Підвиди
- T. t. larensis (Phelps & Phelps, 1949) — у гірських лісах центральної Колумбії та на північному заході Венесуели.
- T. t. tao (Temminck, 1815) — з південно-центральної Колумбії, східного Еквадору, східного Перу, східної Болівії та західної Бразилії.
- T. t. kleei (Tschudi, 1843) — на північному сході Венесуели і, можливо, на північному заході Гаяни.
- T. t. septentrionalis (Brabourne & Chubb, 1913) — на півночі Бразилії, крайньому сході Перу та крайньому північному заході Болівії.